# Antigone d'Epiro
Antigone (in greco antico: Ἀντιγόνη?, Antigóne; Eordea, 320 a.C. circa – 295 a.C. circa), chiamata nella storiografia moderna Antigone d'Epiro, è stata una nobildonna macedone antica, figlia di primo letto di Berenice I e moglie di Pirro, re d'Epiro.

## Biografia
Antigone era figlia di Berenice, nobile macedone probabilmente originaria di Eordea, e di un certo Filippo, ufficiale dell'esercito macedone, non altrimenti noto. Antigone aveva un fratello maggiore: Magas, futuro re di Cirene, ed una sorella mionore: Teossena, futura moglie del tiranno di Siracusa Agatocle.
Dopo la morte, per cause a noi ignote, del marito, nel 320 a.C. circa Berenice accompagnò in Egitto la sua seconda cugina Euridice, promessa sposa al re Tolomeo I. Nel 317 a.C. il re d'Egitto decise di sposare anche Berenice.
Nell'ambito dei matrimoni dinastici organizzati da Tolomeo per sancire alleanze con gli altri sovrani ellenistici, nel 300 a.C. Antigone andò in sposa ad Pirro, re dell'Epiro, col quale ebbe due figli: Olimpiade II e Tolomeo.
Morì nel 295 a.C. circa, probabilmente di parto dando alla luce il suo secondogenito. Alla sua morte Pirro si risposò con Lanassa.
In onore della defunta moglie, Pirro fondò la città di Antigonia, che era situata nei pressi dell'odierna Antigonë, in Albania.